# 德国大将

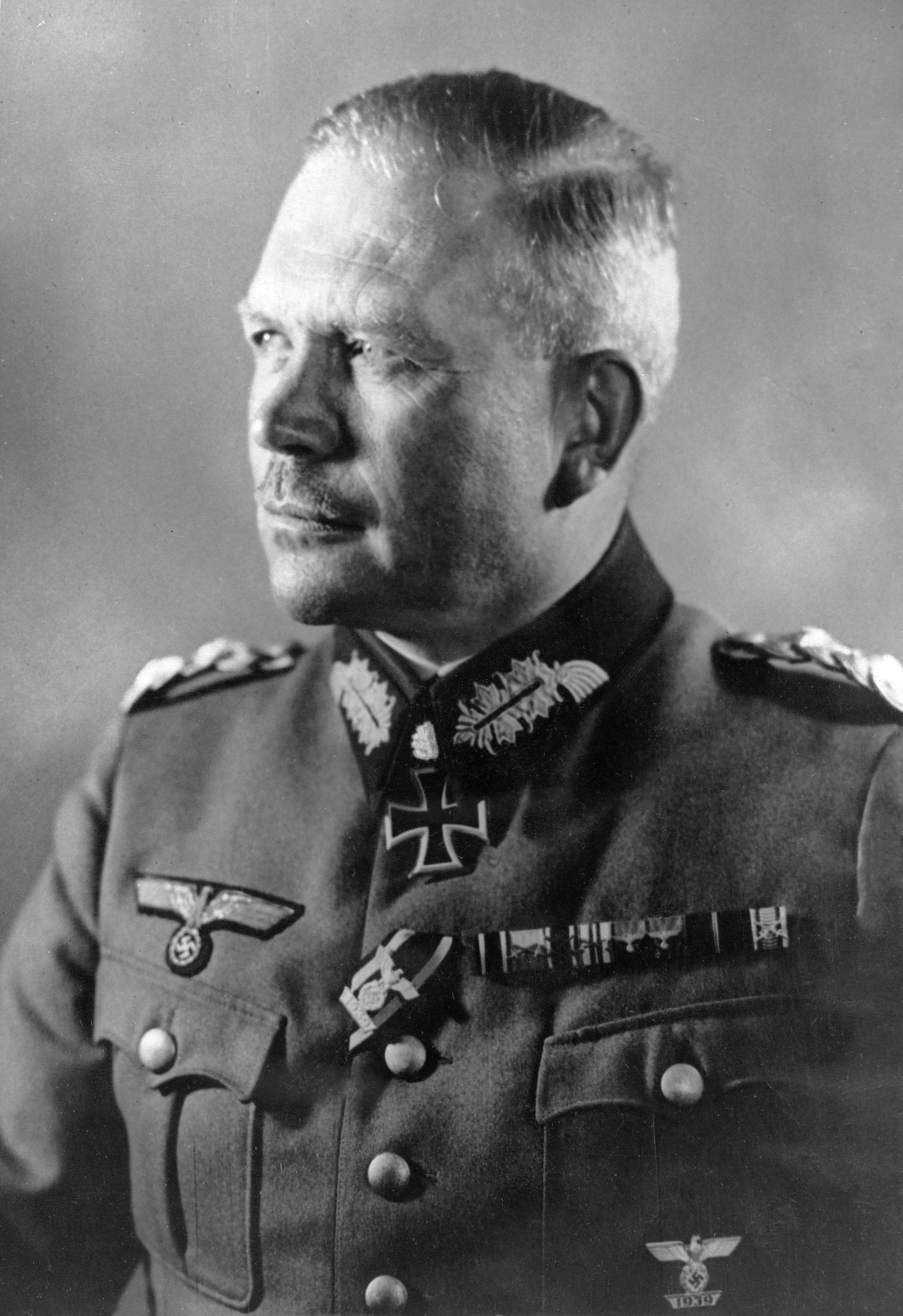
著名裝甲兵指揮官海因茨·古德里安軍階為大将

以下是获授大将军衔（含：陆军、海军、空军、警察、党卫军、国安等部门）的德國军官和王室成员的列表，德國陸軍與空軍大將的大將德語原文為「Generaloberst」、海軍大將為「Generaladmiral」，僅有的例外是引進蘇聯軍系統的民主德國國家人民軍，其大將原文為「Armeegeneral」、「Generaloberst」則降為上將，海軍大將則為「Flottenadmiral」。
Generaloberst 的字面翻译是“最高上将”，但它通常被翻译为“上校将军”，如在俄罗斯（俄语：генерал-полковник）。“Oberst”源自日耳曼语ober（上）的最高级形式，与英语over同源。该军衔于1854年设立，最初是为普鲁士国王（后来的德意志皇帝）威廉一世设立的，因为传统上王室成员不能晋升为陆军元帅。在19世纪，这个军衔主要是荣誉性的，通常只有王室成员或柏林总督才能担任。职业军官的定期晋升直到1911年才开始。
由于元帅军衔是为战时晋升保留的，因此创建了“具有陆军元帅军衔的上将”一衔。 
大将军衔存在于在普鲁士陆军以及德意志帝国陸軍（1871-1918年）、魏玛共和国防衛軍（1921-1933年）、纳粹德国国防军（1933–45年）和东德国民军（1949–1991年）。由于该军衔经常用于其他穿制服的部门，因此纳粹德国的武装党卫队以及东德的史塔西也使用该军衔。在东德，大将军衔低于陆军上将（Armeeegeneral），以及短暂存在但从未被授予的东德元帅军衔。

## 奧匈帝國
1. 奥地利-托斯卡纳大公约瑟夫·斐迪南（1872–1942）
2. 弗里德里希·格拉夫·冯·贝克-日科夫斯基（1830–1920）
3. 爱德华·格拉夫·帕（1837–1919）
4. 亚瑟·馮·博尔弗拉斯（1838–1922）
5. 弗里德里希·弗莱赫尔·冯·格奥尔基（1852–1926）
6. 卡尔·冯·普兰特-巴尔廷男爵（1855–1925）
7. 克拉斯尼克的丹克尔伯爵（1854–1941）
8. 奥地利-托斯卡纳大公利奥波德萨尔瓦多（1863–1931）
9. 卡尔·冯·基希巴赫-劳特巴赫（1856–1939）
10. 卡尔·乔治·格拉夫·休恩（1857–1938）
11. 卡尔·克日特克（1861–1928）
12. 文泽尔·冯·沃姆男爵（1859–1921）
13. 塞缪尔·弗莱赫尔·冯·哈扎伊（1851–1942）
14. 利奥波德·弗莱赫尔·冯·豪尔（1854–1933）
15. 维克多·格拉夫·冯·舍琴斯图尔（1857–1938）
16. 斯蒂芬·弗莱赫尔·萨尔科蒂奇·冯·洛夫琴（1858–1939）

## 德意志帝國

### 普魯士王國
- 普鲁士王国军队大将肩章1901年1月18日-威廉·冯·哈恩克

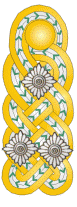
普鲁士王国军队大将肩章（1871–1918）

- 1901年1月18日-戈特利布·馮·海斯勒
- 1901年10月18日-霍亨佐伦-锡格马林根侯爵列奥波德
- 1902年3月22日-拿骚公爵阿道夫
- 1903年11月15日-丹麦国王克里斯蒂安九世
- 1905年9月15日-萨克森-迈宁根公爵伯恩哈德三世
- 1905年9月15日-巴登大公弗里德里希二世
- 1906年9月13日-奥斯卡·冯·林德奎斯特（Oskar von Lindequist）
- 1906年9月13日-恩斯特·冯·德·普兰尼茨（Ernst Edler von der Planitz）
- 1908年9月18日-马克斯·冯·博克-波拉赫
- 1908年9月18日-汉斯·冯·普勒森（Hans von Plessen）
- 1908年9月18日-科尔马·冯·德·戈尔茨男爵
- 1909年9月21日-萨克森国王弗里德里希·奥古斯特三世
- 1910年9月10日-普鲁士亲王弗里德里希·列奥波德
- 1911年1月22日-石勒苏益格-荷尔斯泰因-宗德堡-奥古斯腾堡亲王克里斯蒂安
- 1911年1月27日-古斯塔夫·冯·克塞尔（Gustav von Kessel）
- 1912年9月13日-卡尔·冯·比洛
- 1912年10月2日-保罗·冯·贝内肯多夫·冯·兴登堡
- 1913年1月1日-赫尔曼·冯·艾希霍恩
- 1913年6月16日-弗里德里希·冯·朔尔（Friedrich von Scholl）
- 1913年6月16日-马克西米利安·冯·普里特维茨-加弗龙（Maximilian von Prittwitz und Gaffron）
- 1913年9月24日-符腾堡公爵阿尔布雷希特
- 1914年1月27日-喬西亞斯·馮·赫林根
- 1914年1月27日-赫尔穆特·冯·毛奇
- 1914年1月27日-亚历山大·冯·克卢克
- 1914年12月3日-雷穆斯·馮·沃伊爾施
- 1914年12月17日-奥古斯特·冯·马肯森
- 1914年12月24日-路德维希·冯·法尔肯豪森男爵（Ludwig Freiherr von Falkenhausen）
- 1914年12月24日-莫里茨·冯·比辛男爵（Moritz Freiherr von Bissing）
- 1915年1月27日-卡尔·冯·艾内姆·冯·罗特马勒
- 1917年1月27日-理查德·冯·舒伯特（Richard von Schubert）
- 1918年1月27日-京特·冯·基希巴赫伯爵（Günther Graf von Kirchbach）
- 1918年1月27日-漢斯·馮·貝瑟勒
- 1918年3月22日-马克斯·冯·伯恩（Max von Boehn）
- 1918年4月7日-亚历山大·冯·林辛根（Alexander von Linsingen）
- 1918年4月10日-莫里茨·冯·林克男爵（Moritz Freiherr von Lyncker）

### 薩克森王國
- 1905年9月15日-萨克森-迈宁根公爵伯恩哈德三世
- 1907年9月28日-萨克森-阿尔滕堡公爵恩斯特一世
- 1910年12月17日-马克斯·冯·豪森男爵（Max Freiherr von Hausen）
- 1918年1月23日-汉斯·冯·基希巴赫（Hans von Kirchbach）
- 1918年1月23日-卡尔·德埃尔萨（Karl d’Elsa）

### 符騰堡王國
- 1913年2月25日-符腾堡公爵菲利普
- 1913年9月24日-符腾堡公爵阿尔布雷希特
- 1918年2月25日-奥托·冯·马尔希塔勒（Otto von Marchtaler）

### 巴伐利亞王國
- 1876年3月30日-巴伐利亚亲王卢伊特波尔德
- 1911年3月3日-埃米尔·冯·克叙兰德（Emil Ritter von Xylander）
- 1911年12月27日-卡尔·冯·霍恩伯爵（Karl Graf von Horn）
- 1913年2月4日-巴伐利亚王储鲁普雷希特
- 1914年8月1日-奥托·克雷斯·冯·克雷森施泰因男爵（Otto Freiherr Kreß von Kressenstein）
- 1918年4月9日-费利克斯·冯·博特默伯爵（Felix Graf von Bothmer）

## 威瑪共和國
- 1926年1月1日-约翰内斯·冯·西克特
- 1930年1月1日-威廉·海耶

## 納粹德國

### 陆军大将
- | 大将       | 大将                        |
| ---------- | --------------------------- |
|            |                             |
|            |                             |
| 國家／地區 | 納粹德國                    |
| 服務組織   | 納粹德國陸軍 · 納粹德國空軍 |
| 建立       | 1936年4月20日               |
| 廢止       | 1945                        |
|            |                             |
|            |                             |
|            | See list                    |1933年8月31日-維爾納·馮·布隆堡
- 1934年1月31日-庫爾特·馮·哈默斯坦因-埃克沃德
- 1936年4月20日-威爾納·馮·弗里奇
- 1938年2月4日-瓦尔特·冯·布劳希奇
- 1938年3月1日-格尔德·冯·伦德施泰特
- 1938年3月1日-费多尔·冯·博克
- 1938年3月1日-威廉·冯·里布
- 1938年10月31日-路德维希·贝克
- 1938年11月1日-威廉·凱特爾
- 1938年12月31日-威廉·亚当
- 1939年4月1日-威廉·利斯特
- 1939年10月1日-約翰內斯·布拉斯科維茨
- 1939年10月1日-京特·馮·克魯格
- 1939年10月1日-埃尔温·冯·维茨莱本
- 1939年10月1日-瓦尔特·冯·赖歇瑙
- 1940年7月19日-弗兰茨·哈尔德
- 1940年7月19日-弗雷德里希·多尔曼
- 1940年7月19日-埃瓦尔德·冯·克莱斯特
- 1940年7月19日-马克西米利安·冯·魏克斯
- 1940年7月19日-格奧爾格·馮·屈希勒
- 1940年7月19日-歐根·里特爾·馮·肖伯特
- 1940年7月19日-恩斯特·布施
- 1940年7月19日-海因茨·古德里安
- 1940年7月19日-赫尔曼·霍斯
- 1940年7月19日-阿道夫·施特勞斯
- 1940年7月19日-庫爾特·哈瑟
- 1940年7月19日-尼古拉斯·冯·法尔肯霍斯特
- 1940年7月19日-埃里希·霍普納
- 1940年7月19日-弗里德里希·弗洛姆
- 1942年1月1日-埃里希·冯·曼施泰因
- 1942年1月1日-鲁道夫·施密特
- 1942年1月1日-格奧爾格-漢斯·萊因哈特
- 1942年2月1日-埃尔温·隆美尔
- 1942年2月1日-瓦尔特·莫德尔
- 1942年4月1日-理查德·鲁奥夫
- 1942年6月1日-愛德華·迪特爾
- 1942年7月3日-格奧爾格·林德曼
- 1942年11月30日-弗里德里希·保卢斯
- 1942年12月3日-漢斯-于爾根·馮·阿尼姆
- 1943年1月1日-哥特哈德·海因里希
- 1943年1月1日-漢斯·馮·薩爾穆特
- 1943年1月30日-瓦爾特·海茨
- 1943年7月6日-埃貝哈德·馮·馬肯森
- 1943年8月1日-费迪南德·舍纳尔
- 1943年9月1日-海因里希·馮·菲廷霍夫
- 1943年9月1日-卡爾-阿道夫·霍利特
- 1944年2月1日-阿爾弗雷德·約德爾
- 1944年2月1日-埃尔温·雅内克
- 1944年2月1日-瓦爾特·魏斯
- 1944年2月1日-库尔特·蔡茨勒
- 1944年4月1日-约瑟夫·哈尔佩
- 1944年4月1日-汉斯-瓦伦丁·胡贝
- 1944年4月1日-洛塔爾·倫杜利克
- 1944年7月1日-約翰內斯·弗雷斯納
- 1944年8月15日-埃哈德·勞斯
- 1945年5月1日-卡爾·希爾佩特

### 海军大将
- 1936年4月20日-埃里希·雷德尔
- 1939年4月1日-康拉德·阿尔布雷希特（Conrad Albrecht）
- 1940年1月1日-阿尔弗雷德·萨尔韦希特尔（Alfred Saalwächter）
- 1940年7月19日-鲁尔夫·卡尔斯（Rolf Carls）
- 1941年4月1日-卡尔·威泽尔（Karl Witzell）
- 1941年4月1日-赫尔曼·波姆
- 1942年8月31日-奥托·舒尔泽（Otto Schultze）
- 1943年2月1日-威廉·马沙尔（Wilhelm Marschall）
- 1944年3月1日-奥托·施尼温德（Otto Schniewind）
- 1944年3月1日-瓦尔特·瓦泽查（Walter Warzecha）
- 1944年9月16日-奥斯卡·库姆梅茨
- 1945年5月1日-汉斯-格奥尔格·冯·弗里特堡（Hans-Georg von Friedeburg）

### 空军大将
- 納粹德國空軍軍銜紋飾领长肩章於飞行服空军大将 1936年4月20日-赫尔曼·戈林
- 1938年11月1日-埃哈德·米尔希
- 1940年7月19日-漢斯-于爾根·施通普夫
- 1940年7月19日-阿尔弗雷德·科勒
- 1940年7月19日-休伯特·魏斯（Hubert Weise）
- 1940年7月19日-乌尔里希·格劳尔特（Ulrich Grauert）
- 1940年7月19日-恩斯特·烏德特
- 1941年5月3日-亞歷山大·勒爾
- 1942年2月1日-沃尔弗拉姆·冯·里希特霍芬
- 1942年3月1日-汉斯·耶顺内克
- 1942年11月1日-京特·鲁德尔（Günther Rüdel）
- 1943年2月16日-羅伯特·馮·格萊姆
- 1943年2月16日-布鲁诺·勒尔策
- 1944年3月1日-奥托·德斯洛奇（Otto Deßloch）
- 1944年7月13日-庫爾特·斯圖登特
- 1944年7月22日-京特·科腾

### 警察大将
- 警察軍銜紋飾 1936–1945領章 1936–42領章 1942–45肩章警察大将1942年4月20日-庫爾特·達呂格

### 党卫军大将
- 武裝黨衛軍軍銜紋飾領章肩章迷彩支付颜色原野灰 (武装党卫军)1944年8月1日-约瑟夫·迪特里希
- 1944年8月2日-保羅·豪塞爾

## 東德
- 1959年10月7日-維利·斯多夫
- 1961年3月1日-海因茨·霍夫曼
- 1985年12月3日-海因茨·凱斯勒
- 1984年10月7日-弗里德里希·迪克尔
- 1980年2月8日-埃里希·梅爾克